# Maguy Hoebeke
 (juillet 2024).
Si vous disposez d'ouvrages ou d'articles de référence ou si vous connaissez des sites web de qualité traitant du thème abordé ici, merci de compléter l'article en donnant les références utiles à sa vérifiabilité et en les liant à la section « Notes et références ».
Maguy Hoebeke, née le 17 février 1918 à Nederbrakel et morte le 25 juillet 2009 à Lesve, est une artiste peintre belge.

## Biographie
Elle fait ses études à l’Académie Royale de Bruxelles, d’abord en dessin où elle obtient un premier prix, puis en peinture nature, qui lui vaut également un premier prix.
Elle réalise aussi des portraits, des paysages d’hiver, des marines, des vergers lumineux. Elle peignit à la Mer du Nord, sur les côtes bretonnes et normandes, mais aussi dans le Brabant, la Fagne, en Champagne, en Cévennes, en Espagne et en Tunisie.
De nombreuses expositions personnelles sont à son actif : telles dans les salles Portenaert, au Studio à la galerie Van Loo  avenue Louise, Rubens, la Maison des Architectes, au Mont des Arts, la Maison des Artistes à Anderlecht.
Ses toiles figurent dans différentes collections du pays ; ainsi, une station du chemin de croix se trouve à l’église de Vresse s/Semois et d’autres œuvres en France, au Canada, aux États-Unis et en Transylvanie.
Plusieurs de ses toiles ont été acquises par les communes de Schaerbeek et d’Anderlecht.
Elle est répertoriée dans diverses monographies et revues d’art : De Begische Beeldenende Kunstenaars, Artistes et galeries, Arts Antiques Auctions, Belgian Artists, Signatures, le Bénézit (France)...